# جين برونو
جين برونو (بالإنجليزية: Gene Bruno)‏ هو اختصاصي الوخز الإبري ‏ أمريكي، ولد في 13 أبريل 1948 في لوس أنجلوس في الولايات المتحدة.